# Silva Tagliagamba
Silvio Tagliagamba (murió en junio de 1922) fue uno de los primeros mafiosos neoyorquinos y miembro de la familia criminal D'Aquila.
Tagliagamba fue un guardaespaldas de Umberto Valenti durante inicios de los años 1920. El 8 de mayo de 1922, Valenti supuestamente asesinó al gánster Vincent Morello en Manhattan. Cuando el aliado de Morello Giuseppe "Joe the Boss" Masseria, escuchó sobre el atentado, supuestamente tendió una emboscada para Valenti ese mismo día afuera de la Liquor Exchange, un mercado al airelibre para el contrabando de licores en el bajo Manhattan. Otras versiones sugieren que fue Valenti, no Masseria, quien tendió la emboscada. De una forma u otra, durante la emboscada, Masseria disparó e hirió mortalmente a Tagliagamba. Tanto Valenti como Tagliagamba escaparon la escena mientras que Masseria fue arrestado. 
En junio de 1922, Tagliagamba murió de sus heridas. Masseria fue acusado del ataque pero el caso nunca llegó a juicio.